# 菲律宾警察部队
菲律宾警察部队（英語：Philippine Constabulary）是菲律宾1901年至1991年的国家宪兵形式警察部队。它是由美国殖民政府创建的，以取代西班牙殖民地的国民卫队。它是菲律宾武装部队四个军种中的第一个。1991年1月29日与菲律宾综合国家警察合并成立菲律宾国家警察。

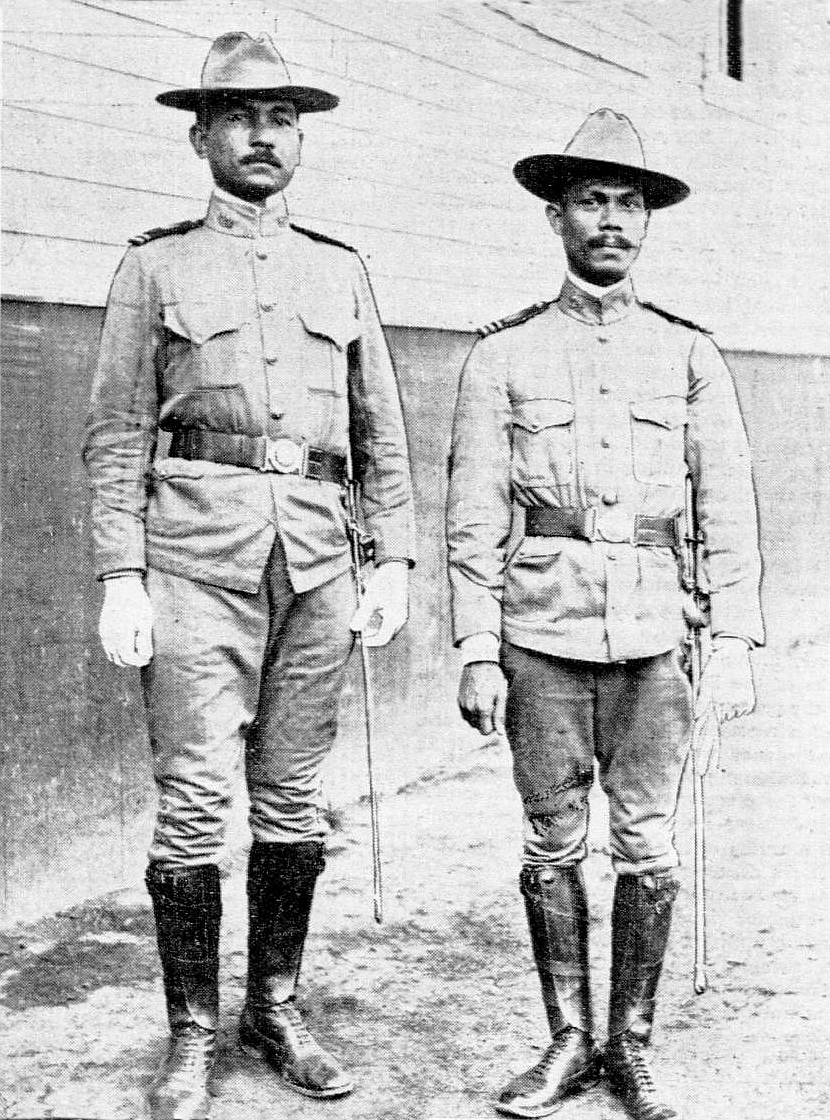
Two Constables posing for a photo in the New York Tribune' in 1905.

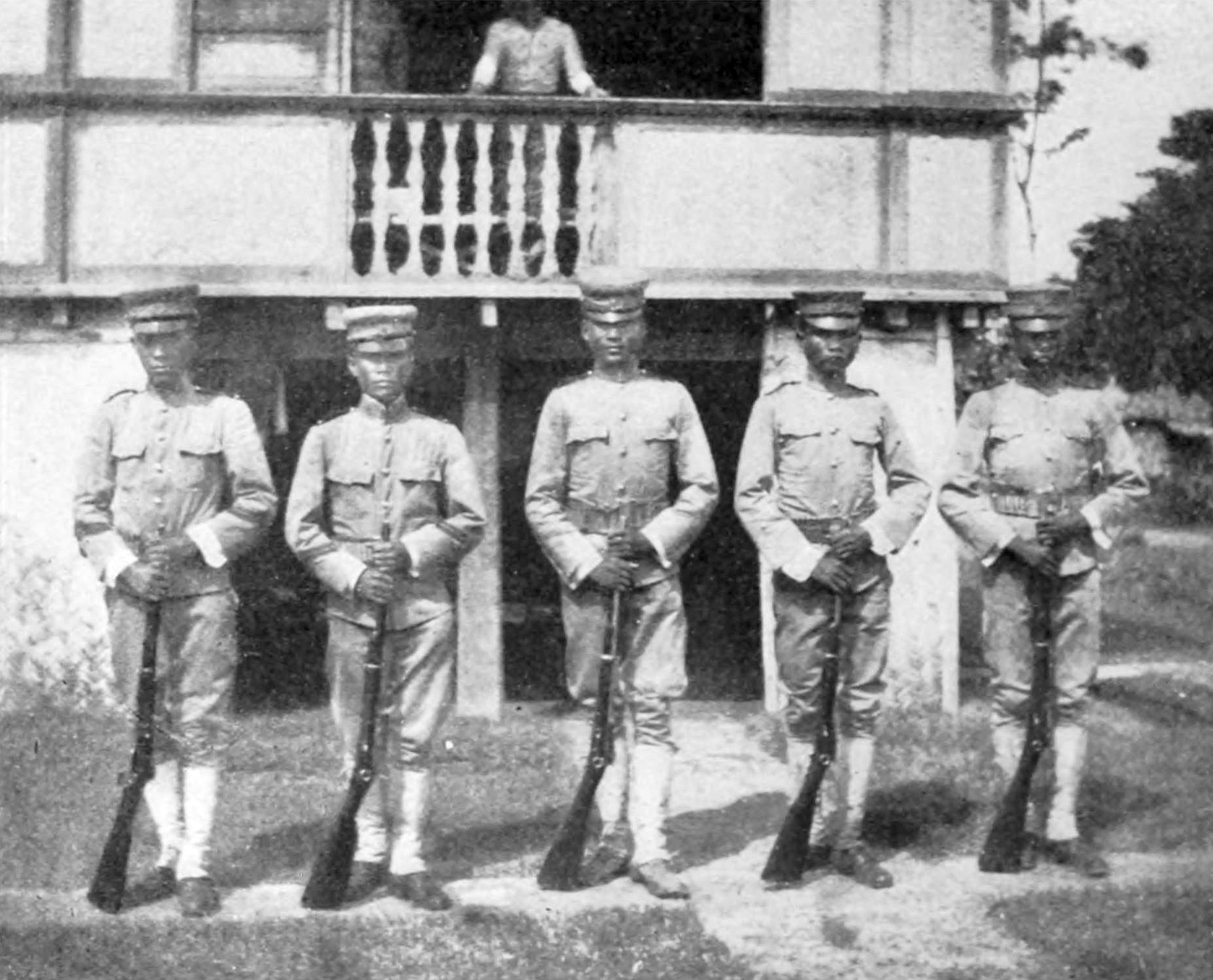
菲律宾警察部队（1910年）